# Майкл Баклі
Майкл Вільям Баклі (16 серпня 1969, Акрон, США) — американський дитячий письменник, серед творів якого «Сестри Грімм», серія книг NERDS, і «Фінн і міжгалактична коробка для обіду». Він також є співавтором мультсеріалу «Robotomy».

## Із життєпису
Закінчив з відзнакою Університет Огайо. Після завершення навчання переїхав до Нью-Йорка, де стажувався у передачі «Пізнє шоу з Девідом Леттерманом», згодом влаштувався продюсером документальних фільмів. Друкувався в Harry N. Abrams. Перш ніж почати роботу над серією книг про сестер Грімм, працював стендап-коміком, копірайтером. Спочатку «Сестри Грімм» планувалися як телесеріал, але дружина запропонувала написати книгу.